# Self-Help (kniha)
Vlastní silou (anglicky Self-Help; with Illustrations of Character and Conduct) byla kniha vydaná Samuelem Smilesem v roce 1859. Druhé vydání knihy bylo v roce 1866. Tato kniha byla označována za „bibli středového Viktoriánského liberalismu” a přinesla Smilesovi popularitu doslova „přes noc".

## Přijetí knihy
Knihy Self-Help se prodalo v prvním roce 20 000 výtisků. Do doby Smilesovy smrti v roce 1904 se prodalo přes čtvrt milionu výtisků. Kniha Self-Help přinesla Smilesovi popularitu, a doslova „přes noc" se stal předním expertem v této oblasti a vyhledávám konzultantem.
Když se anglický návštěvník paláců v Egyptě zeptal chedíva, kdy vznikly texty (motta) na zdech paláce, dostal od něj odpověď: „Jsou to hlavně texty od Smeelise, měl byste znát Smeelise! Je lepší než texty z koránu!"
Socialista Robert Tressell (1870–1911) ve svém románu The Ragged Trousered Philanthropists (česky Filantrop v otrhaných kalhotách) uvedl, že kniha Self-Help je „vhodná pro čtení osobami, které trpí téměř úplným zničením svých mentálních schopností".
Zakladatel společnosti Toyota, Sakiči Tojoda (1867–1930), byl ovlivněn knihou Self-Help. Kopie jeho osobní knihy Self-Help je ve skleněné vitríně v muzeu, které se nachází v jeho rodném městě Kosai, v prefektuře Šizuoka.
Robert Blatchford (1851–1943), socialistický aktivista, prohlásil, že je to „jedna z nejkrásnějších a nejvíce povznášejících knih, se kterými se setkal a rád je četl", a uvedl, že by se podle ní mělo vyučovat ve školách. Nicméně také poznamenal, že socialisté by se necítili spokojeni s individualizací dle Smilese, ale také poznamenal, že Smiles správně odsuzoval „uctívání moci, bohatství, úspěchu a udržování společenského postavení”. Jeho vedoucí pracovník poradil Blatchfordovi, aby se od něj držel dál a poznamenal: „Je to brutální kniha, měla by být spálena. Smiles je arci-Pelištejský a jeho kniha je apoteóza úctyhodnosti, gigmanity a sobeckých postojů." Nicméně, Jonathan Rose poznamenal, že většina dělnických vůdců před rokem 1914, kteří komentovali knihu Self-Help, ji oceňovali a že až teprve po Velké válce se objevila značná kritika tohoto Smilesova díla v dělnických kruzích. Poslanci Labouristické strany William Johnson (1849–1919) a Thomas Summerbell (1861–1910) jeho práci obdivovali a komunistický předák a vůdce horníků Arthur James Cook (1883–1931) „začal s Self-Help".

## Obsah druhého vydání
| Anglické vydání                                        | Anglické vydání | České vydání                                          | České vydání |
| Kapitola                                               | Stránka         | Kapitola                                              | Strána       |
| ------------------------------------------------------ | --------------- | ----------------------------------------------------- | ------------ |
| Preface                                                |                 |                                                       |              |
| Introduction to the First Edition                      |                 | Z PŘEDMLUVY K DRUHÉMU VYDÁNÍ PRVOPISU                 |              |
| Descriptive Contents                                   |                 | Úvod                                                  | 1            |
| I. Self-Help – National and Individual                 | 1               | Hlava I. Kterak národ i jednotlivec sám si pomáhá     | 5            |
| II. Leaders of Industry – Inventors and Producers      | 23              | Hlava II. Čelní průmyslníci. – Nálezci a továrníci    | 35           |
| III. Three Great Potters – Palissy, Böttgher, Wedgwood | 46              | Hlava III. Palissy, Böttger, Wedgwood, slavní hrnčíři | 80           |
| IV. Application and Perseverance                       | 70              | Hlava IV. Pile a vytrvalosť                           | 100          |
| V. Helps and Opportunities – Scientific Pursuit        | 101             | Hlava V. Pomůcky a příležitosti. Povolání vědecké     | 139          |
| VI. Workers in Art                                     | 132             | Hlava VI. Pracovníci na poli umění                    | 181          |
| VII. Industry and the Peerage                          | 151             | Hlava VII Průmysl a šlechta                           | 238          |
| VIII. Energy and Courage                               | 190             | Hlava VIII. Ráznosť a odvaha                          | 261          |
| IX. Men of Business                                    | 215             | Hlava IX. Mužové díla                                 | 306          |
| X. Money – Its Use and Abuse                           | 240             | Hlava X. Peníze jich užitek a zneužití                | 335          |
| XI. Self-Culture – Facilities and Difficulties         | 265             | Hlava XI. Sebevzdělání. Lehkosti a obtíže             | 362          |
| XII. Example – Models                                  | 293             | Hlava XII. Příkladové Vzory                           | 413          |
| XIII. Character – the True Gentleman                   | 314             | Hlava XIII. Karakter pravý muž a šlechtic             | 437          |
|                                                        |                 | Dodatek I. (Překlad cizojazyčných poznámek a hesel)   | I.           |
|                                                        |                 | Dodatek II. (Seznam a výslovnosť vlastních jmen)      | III.         |

Kapitola č. III. pojednává o osobnostech: Bernardovi Palissym (1510–1589), což byl francouzský hugenotský hrnčíř, inženýr hydrauliky a řemeslník, proslulý tím, že šestnáct let bojoval za napodobování čínského porcelánu. Palissy byl znám svými příspěvky k přírodním vědám a byl znám pro objevováním principů geologie, hydrologie a založení teorie o vzniku fosilií. Dále o Johannu Friedrichovi Böttgerovi a Josiahovi Wedgwoodovi.